# 10366 Shozosato
10366 Shozosato eller 1994 WD4 är en asteroid i huvudbältet som upptäcktes den 24 november 1994 av de båda japanska astronomerna Kazuro Watanabe och Kin Endate vid Kitami-observatoriet. Den är uppkallad efter Shozo Sato.
Asteroiden har en diameter på ungefär 4 kilometer.